# 中国人民解放军第十七航空学校
中国人民解放军第十七航空学校，简称第十七航空学校，是曾经存在的一所空军院校。

## 沿革
- 1959年9月，中国人民解放军第十七航空学校在吉林省吉林市成立，隶属中国人民解放军沈阳军区空军。主要任务是培养歼击机机械员[1]。
- 1969年，该校奉命撤销[1]。

## 历任领导
| 校长 - 蔡啸（？—？） - 杨兴国（？—？） | 政治委员 - 赵丛森（？—？） - 王苏民（？—？） |